# Défilement infini
 (signalé en août 2025).
Si vous disposez d'ouvrages ou d'articles de référence ou si vous connaissez des sites web de qualité traitant du thème abordé ici, merci de compléter l'article en donnant les références utiles à sa vérifiabilité et en les liant à la section « Notes et références ».
- Archive Wikiwix
- Bing
- Cairn
- DuckDuckGo
- E. Universalis
- Gallica
- Google
- G. Books
- G. News
- G. Scholar
- Persée
- Qwant
- (zh) Baidu
- (ru) Yandex
- (wd) trouver des œuvres sur Wikidata

En informatique, le défilement infini de contenus - en anglais : infinite scroll, ou infinite scrolling - est une fonctionnalité utilisée en particulier par les interfaces des sites de réseaux sociaux tels que Tiktok, Facebook, Instagram ou Twitter, qui permet d'afficher automatiquement de nouveaux contenus à la fin de la lecture d'une page sans que l'utilisateur ait besoin d'appuyer sur un bouton Page suivante, ni utiliser un ascenseur de défilement.
Cette fonctionnalité a été créée par Aza Raskin, un spécialiste américain des interactions homme-machine (IHM).
En 2019, le sénateur des États-Unis Josh Hawley - membre du Parti républicain - propose le Social Media Addiction Reduction Technology (SMART) Act, dont le but explicite est de réglementer les technologies des médias sociaux en ligne (en particulier, le défilement infini) dont il considère qu'elles ont précisément pour but de créer de l'addiction ou de la dépendance aux réseaux sociaux, particulièrement nocive pour les jeunes utilisateurs.